# Marcus Kleveland
Marcus Kleveland (ur. 25 kwietnia 1999 w Dombås) – norweski snowboardzista, specjalizujący się w slopestyle’u i big air. W 2017 roku wywalczył brązowy medal w big air podczas mistrzostw świata w Sierra Nevada. W zawodach tych wyprzedzili go jedynie jego rodak, Ståle Sandbech i Chris Corning z USA. W zawodach w Pucharu Świata zadebiutował 12 listopada 2016 roku w Mediolanie, gdzie zwyciężył w big air. Tym smaym już w swoim debiucie nie tylko wywalczył pierwsze punkty, ale od razu stanął na najwyższym stopniu podium. W zawodach tych wyprzedził Belga Seppe Smitsa i Marka McMorrisa z Kanady. W 2018 roku wystartował na igrzyskach olimpijskich w Pjongczangu, zajmując szóste miejsce w slopestyle’u i osiemnaste w big air.
W marcu 2021 roku zdobył złoty medal w slopestyle’u oraz brąz w big air podczas mistrzostw świata w Aspen. W sezonie 2020/2021 wywalczył Kryształową Kulę za zwycięstwo w klasyfikacji generalnej AFU oraz Małą Kryształową Kulę za triumf w klasyfikacji slopestyle’u.

## Osiągnięcia

### Igrzyska olimpijskie
| Miejsce | Dzień     | Rok  | Miejscowość | Konkurencja | Zwycięzca         |
| ------- | --------- | ---- | ----------- | ----------- | ----------------- |
| 6.      | 11 lutego | 2018 | Pjongczang  | Slopestyle  | Redmond Gerard    |
| 18.     | 24 lutego | 2018 | Pjongczang  | Big air     | Sebastien Toutant |

### Mistrzostwa świata
| Miejsce | Dzień     | Rok  | Miejscowość   | Konkurencja | Zwycięzca      |
| ------- | --------- | ---- | ------------- | ----------- | -------------- |
| 3.      | 17 marca  | 2017 | Sierra Nevada | Big air     | Ståle Sandbech |
| 1.      | 12 marca  | 2021 | Aspen         | Slopestyle  | –              |
| 3.      | 16 marca  | 2021 | Aspen         | Big air     | Mark McMorris  |
| 1.      | 27 lutego | 2023 | Bakuriani     | Slopestyle  | –              |

### Puchar Świata

#### Miejsca w klasyfikacji generalnej AFU
- sezon 2016/2017: 8.
- sezon 2017/2018: 5.
- sezon 2018/2019: 48.
- sezon 2019/2020: –
- sezon 2020/2021: 1.

#### Miejsca na podium w zawodach
1. Mediolan – 12 listopada 2016 (big air) – 1. miejsce
2. Québec – 12 lutego 2017 (slopestyle) – 3. miejsce
3. Cardrona – 4 września 2017 (slopestyle) – 1. miejsce
4. Mönchengladbach – 2 grudnia 2017 (big air) – 1. miejsce
5. Laax – 22 stycznia 2021 (slopestyle) – 3. miejsce
6. Aspen – 20 marca 2021 (slopestyle) – 1. miejsce
7. Silvaplana – 28 marca 2021 (slopestyle) – 1. miejsce